# 7-я российская военная база
7-я российская военная база (сокр. 7 рвб, в/ч 09332) — объединённая военная база Вооружённых сил Российской Федерации на территории Абхазии.
Полное наименование — 7-я Краснодарская Краснознамённая орденов Жукова, Кутузова и Красной Звезды военная база.

## История
7-я Краснодарская Краснознамённая орденов Жукова, Кутузова и Красной Звезды военная база была сформирована 20 июля 1918 года как 1-я Курская советская пехотная дивизия
Далее дивизия (военная база) имела наименования:
- с сентября 1918 года 9-я пехотная дивизия;
- с октября 1918 года 9-я стрелковая дивизия;
- с 16.10.1921 года 1-я Кавказская стрелковая бригада и 2-я Кавказская стрелковая бригада;
- с 22.07.1922 года 1-я Кавказская стрелковая дивизия;
- с 1931 года 1-я горнострелковая дивизия; с 1936 года 9-я горнострелковая дивизия; с сентября 1943 года 9-я пластунская стрелковая дивизия;
- с июня 1946 года 9-я отдельная кадровая пластунская стрелковая бригада;
- с 9.6.1949 года 9-я горнострелковая дивизия;
- с 10.6.1954 года 9-я стрелковая дивизия;
- с мая 1957 года — 80-я мотострелковая дивизия;
- с декабря 1964 года восстановлен номер дивизии, бывший в период Великой Отечественной войны 9-я мотострелковая дивизия;
- с октября 1992 года 131-я отдельная мотострелковая бригада;
- с 1.2.2009 года 7-я Краснодарская Краснознамённая орденов Кутузова и Красной Звезды военная база.

### Боевой путь

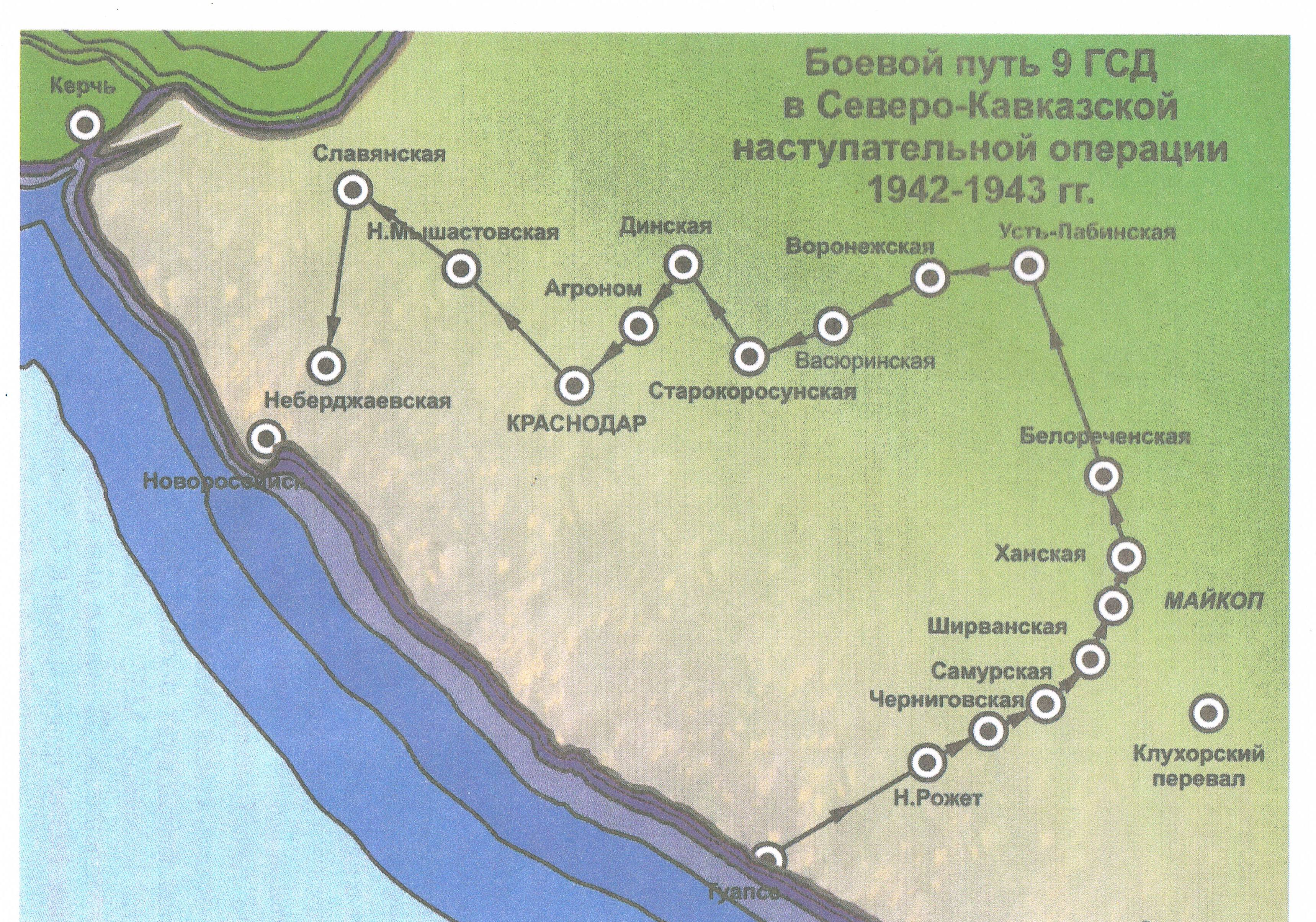
Боевой путь 9 ГСД в Северо-Кавказской наступательной операции. 1942—1943 гг.

#### Бой за Клухорский перевал
В августе 1942 года 121-й горнострелковый полк с 1-м дивизионом 256-го артполка, переподчинённый непосредственно командующему 46-й армией, переброшен в район Сухум и 27.08.1942 года впервые вступил в бой с 1-й горнопехотной дивизией «Эдельвейс» 49-го горного армейского корпуса 17-й немецкой армии на Клухорском перевале в районе села Гвандра.

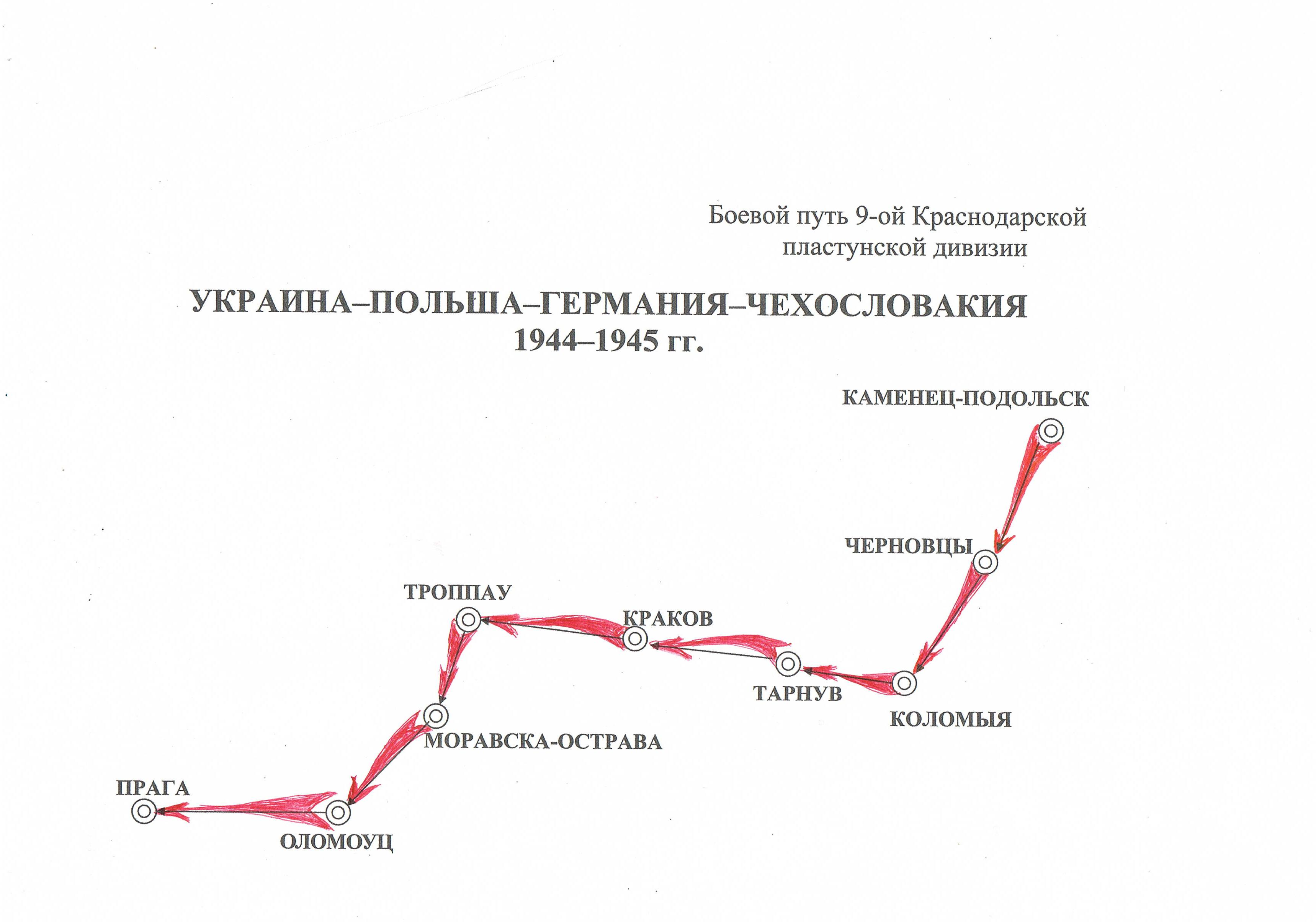
Боевой путь 9-й пластунской стрелковой Краснодарской Краснознамённой орденов Кутузова и Красной Звезды добровольческой дивизии имени Верховного Совета ССР Грузии Схема. 1943—1945

Они были переброшены из Батуми в Сухум по железной дороге и морем. Первыми выгрузились артиллеристы. Разобрав горные пушки и навьючив их на лошадей, они сразу же выдвинулись в горы, на Клухорский перевал. Совершили тяжёлый 75-километровый марш по горной дороге, предварительно подготовленной советскими сапёрами к взрыву. Местами дорога (тропа) сужалась до 1 метра, извиваясь над глубокими ущельями с отвесными стенами. По этой причине дивизион был вынужден передвигаться растянутой цепью и вступал в бой по частям, по мере подхода артиллерийских батарей к месту назначения, к своим боевым порядкам.
Артиллеристы 1-го дивизиона 256-го артполка с позиций у села Гвандра поддерживали своим огнём пехотинцев 121-го гсп.
С утра 21 августа передовая рота 121-го горнострелкового полка под командованием старшего лейтенанта И. И. Табакина атаковала противника и уничтожила до двух рот прорвавшихся фашистов. Ожесточенные бои за Клухорский перевал продолжались до середины октября 1942 года.
Во второй половине сентября в горах резко похолодало, начался обильный снегопад, закрывший перевалы.
Боевые действия в этом районе были прекращены.
121-й горнострелковый полк 13 декабря 1942 года был награждён Орденом Красного Знамени. В этом бою погиб командир 121-го гсп майор Аршава И. И. (награждён орденом Ленина).
.

## Послевоенный период

### Предыстория
После грузино-абхазской войны 1992—1993 годов на основании Соглашения между абхазской и грузинской сторонами, а также решения СНГ о создании в 1994 году Коллективных сил по поддержанию мира СНГ в Абхазии в Абхазию были введены миротворцы СНГ, состоявшие исключительно из российских военнослужащих.
Основой 50-й российской военной базы стал миротворческий 10-й отдельный парашютно-десантный полк сформированный на базе 345-го гв. парашютно-десантного полка 104-й гв. воздушно-десантной дивизии выведенного из Гянджи. Расположилась 50-я база возле аэродрома Бомбора рядом с посёлком Бомбора и городом Гудаута в июне 1994 года. За время миротворческой операции погибло 87 российских военнослужащих. В 1999 году на саммите ОБСЕ в Стамбуле РФ взяла на себя обязательство вывести российских миротворцев из Абхазии. В августе 2001 года было объявлено о ликвидации 50-й российской военной базы. После этого на объектах бывшей российской военной базы (РВБ) в Гудауте разместились миротворцы Коллективных сил по поддержанию мира (КСПМ) СНГ.
После операции российских и абхазских сил в Кодорском ущелье (на территории так называемой «Верхней Абхазии») и признания самопровозглашённой Республики Абхазия Россией было принято решение создать постоянно действующую российскую военную базу.

### Основание
С 1 февраля 2009 года 131-я отдельная мотострелковая бригада переформирована и создана 7-я Краснодарская Краснознамённая орденов Кутузова и Красной Звезды военная база. 17 февраля 2010 года президентами России Дмитрием Медведевым и Абхазии Сергеем Багапшем было подписано соглашение об объединённой российской военной базе на территории Абхазии.

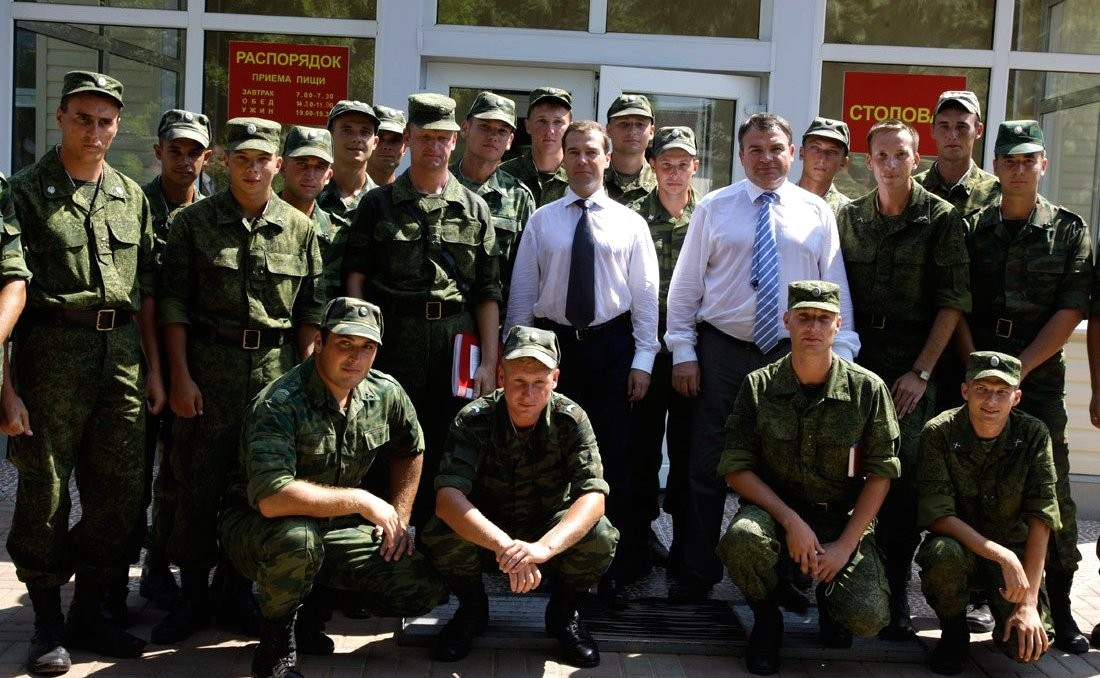
Дмитрий Медведев (в центре) на российской военной базе в Гудауте, 8 августа 2010 года.

В соответствии с российско-абхазским соглашением в состав объединённой военной базы вошли бывшие миротворческие объекты и военный аэродром Бомбора, дислоцированные в районе Гудауты, войсковой полигон и часть морской бухты под Очамчирой, совместные российско-абхазские войсковые гарнизоны, дислоцированные в Кодорском ущелье и около Ингурской ГЭС. Кроме того, военно-административные и медицинские объекты (санатории и дома отдыха) будут размещены в Сухуме, Гаграх, Гудауте, Новом Афоне, Эшере и других населённых пунктах Абхазии (правда, по поводу эксплуатации медицинских объектов между Россией и Абхазией бывают разногласия — как, например, с закрытием на реконструкцию санатория «Сухум»).
Все объекты предполагается использовать совместно Вооружёнными силами России и Вооружёнными силами Абхазии в связи с чем оплата аренды базы не предполагается. Срок функционирования базы — 49 лет, с возможностью автоматического продления на последующие 15-летние периоды. Для боевой подготовки используются военные полигоны Гудаута и Нагвалоу в Абхазии, а также Молькин в Краснодарском крае России.
В 2015 году начались подготовительные работы по строительству и обустройству объектов социальной и военной инфраструктуры военной базы в Гудауте и работы по подготовке к модернизации железнодорожной инфраструктуры.
Танковое и мотострелковое подразделения базы с 2016 года имеют почётное наименование «ударные».

### 100-летие соединения
В июле 2018 года исполнилось 100 лет старейшему соединению российской армии. На юбилейных торжествах приняли участие руководство Краснознамённого ордена Суворова Ю́жного вое́нного о́круга, 49-й общевойсковой армии, руководство Республики Абхазия во главе Президентом Республики Абхазия Раулем Хаджимба, Глава Республики Адыгея Мурат Кумпилов с делегацией, командиры соединения генералы Владимир Губкин (1977—1982), Александр Дорофеев (1985—1991), Юрий Колягин(1991—1992), Михаил Кособоков (2015—2017). По приглашению командира полковника Игоря Егорова прибыли ветераны соединения из Майкопа, Краснодара и других городов. Личный состав военной базы продемонстрировал, что южные рубежи России надёжно защищены. Командир награждён высшей наградой «Слава Адыгеи».

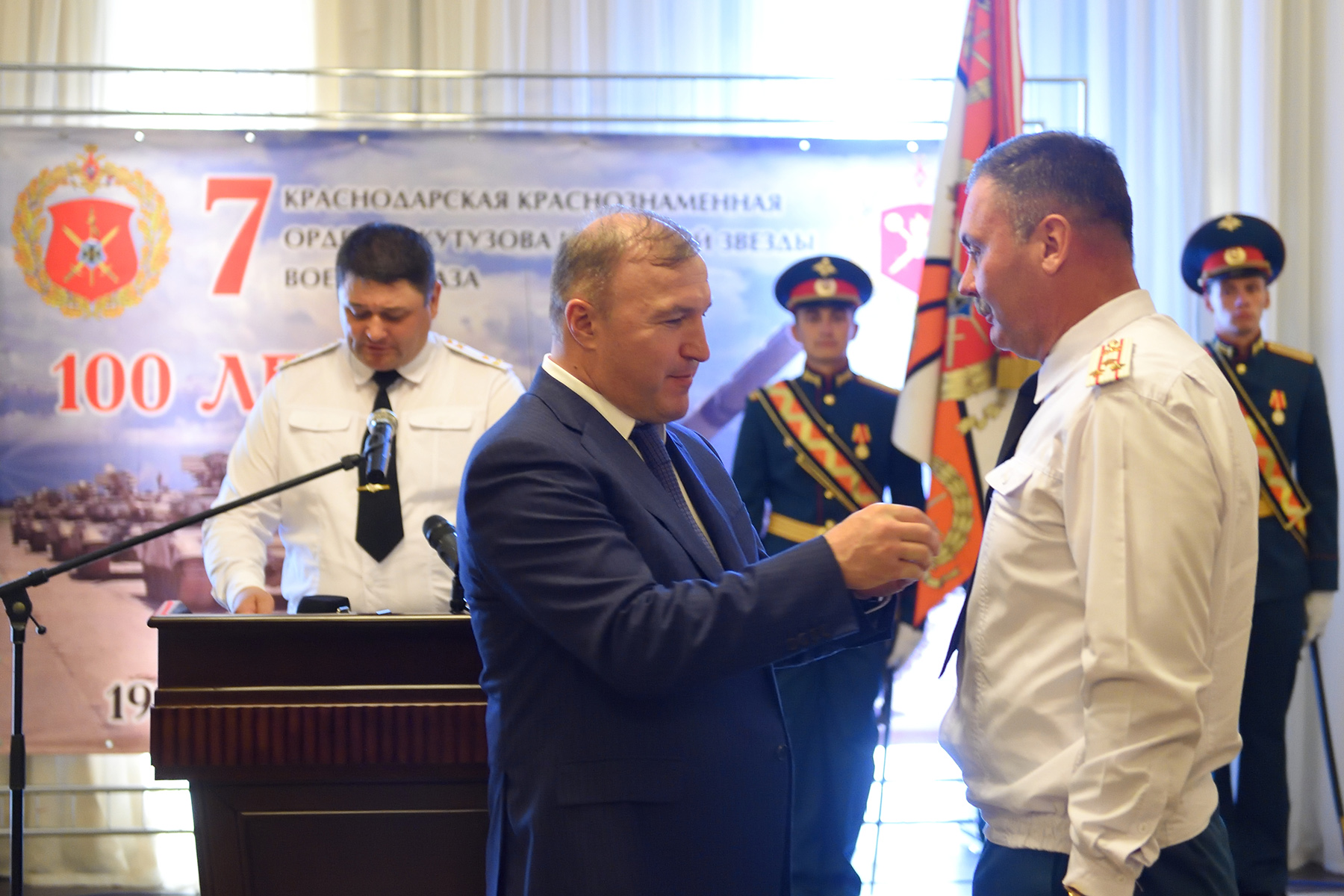
Глава РА Кумпилов вручил медаль «СЛАВА АДЫГЕИ» Егорову И. А.  Сухум 2018.
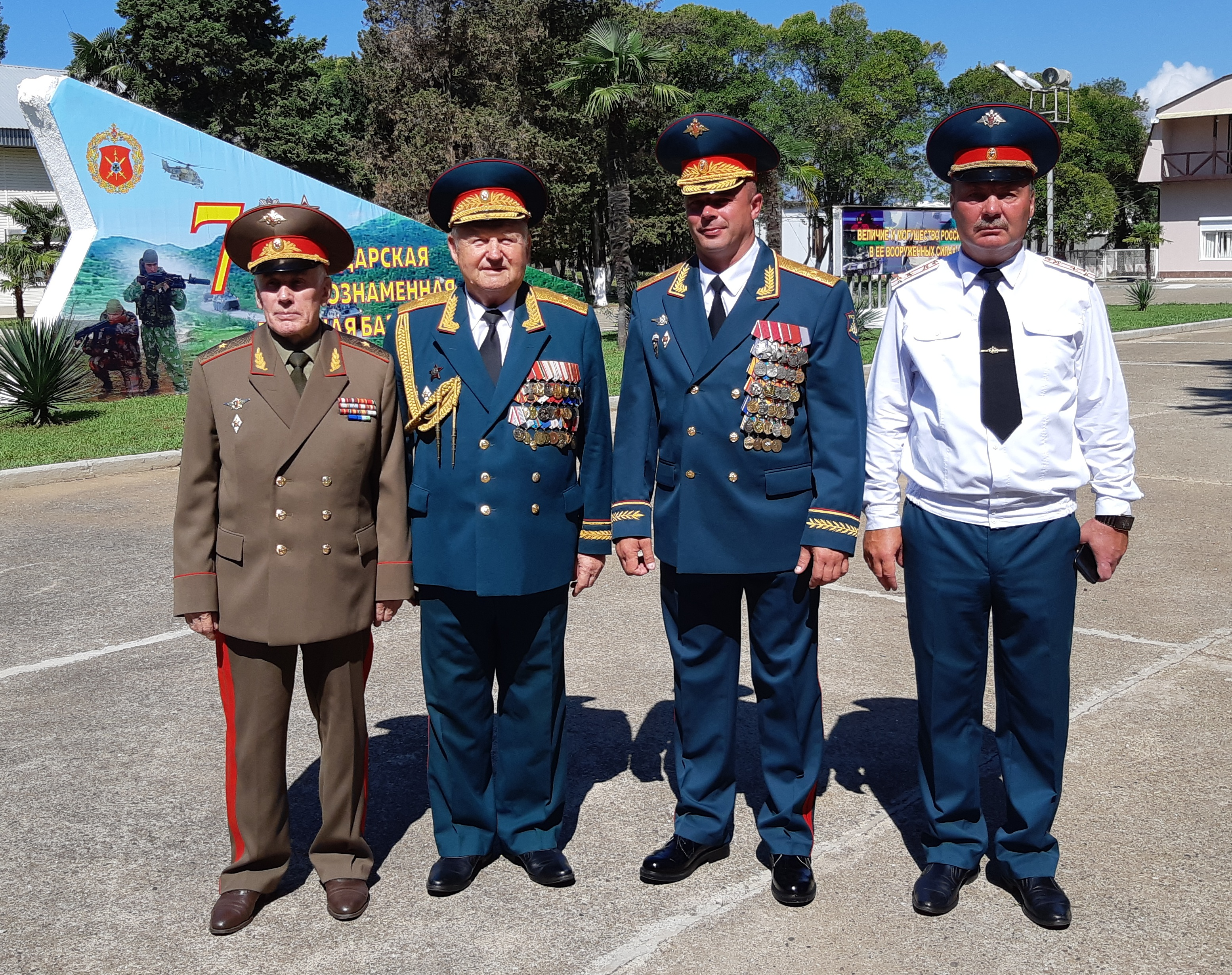
Командиры соединения разных периодов генералы В. Губкин, А. Дорофеев, М. Кособоков, полковник А. Егоров. Гудаута 2018.
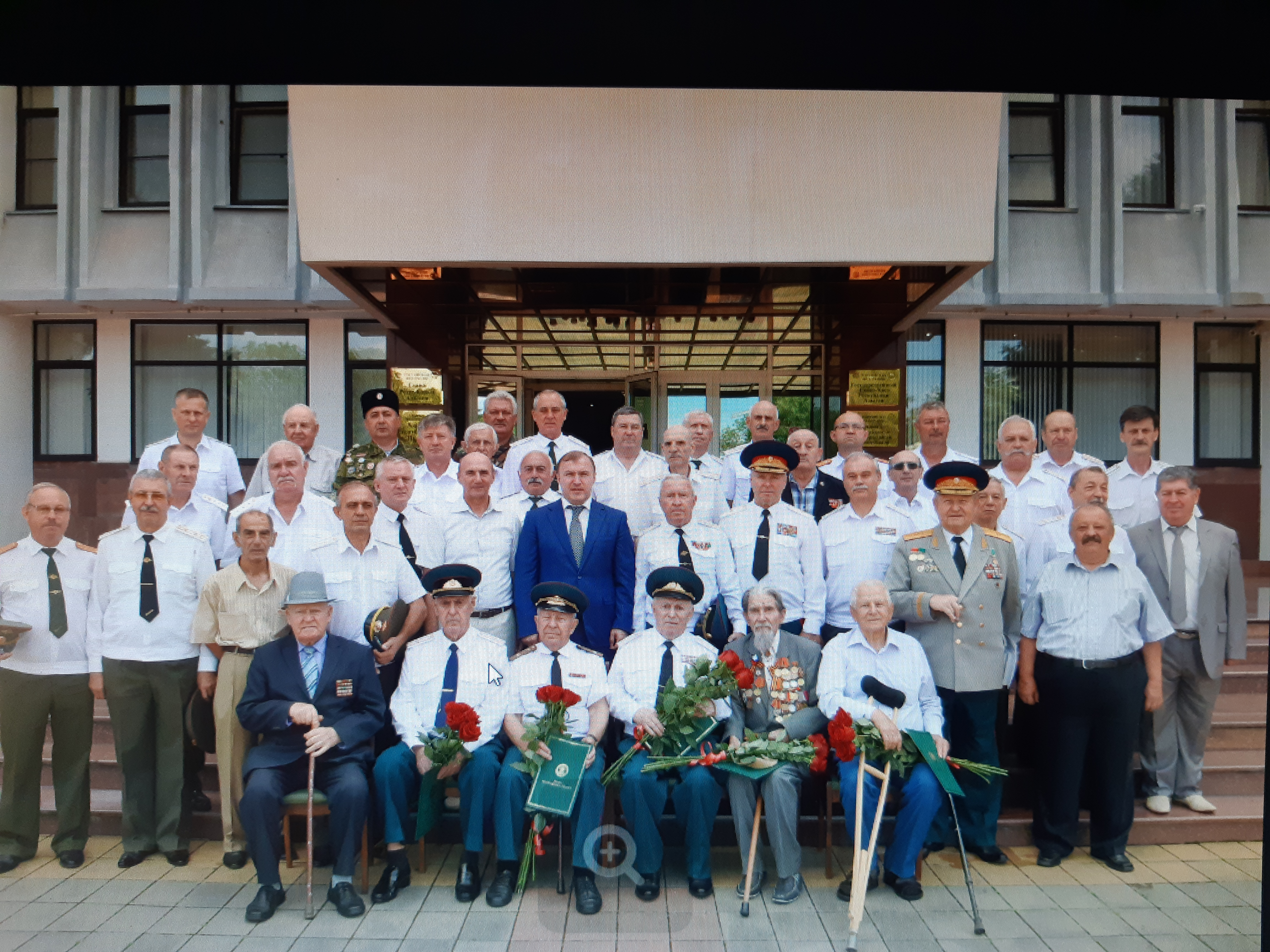
На приёме у Главы РА в честь 100-летия соединенния. Майкоп. 2018
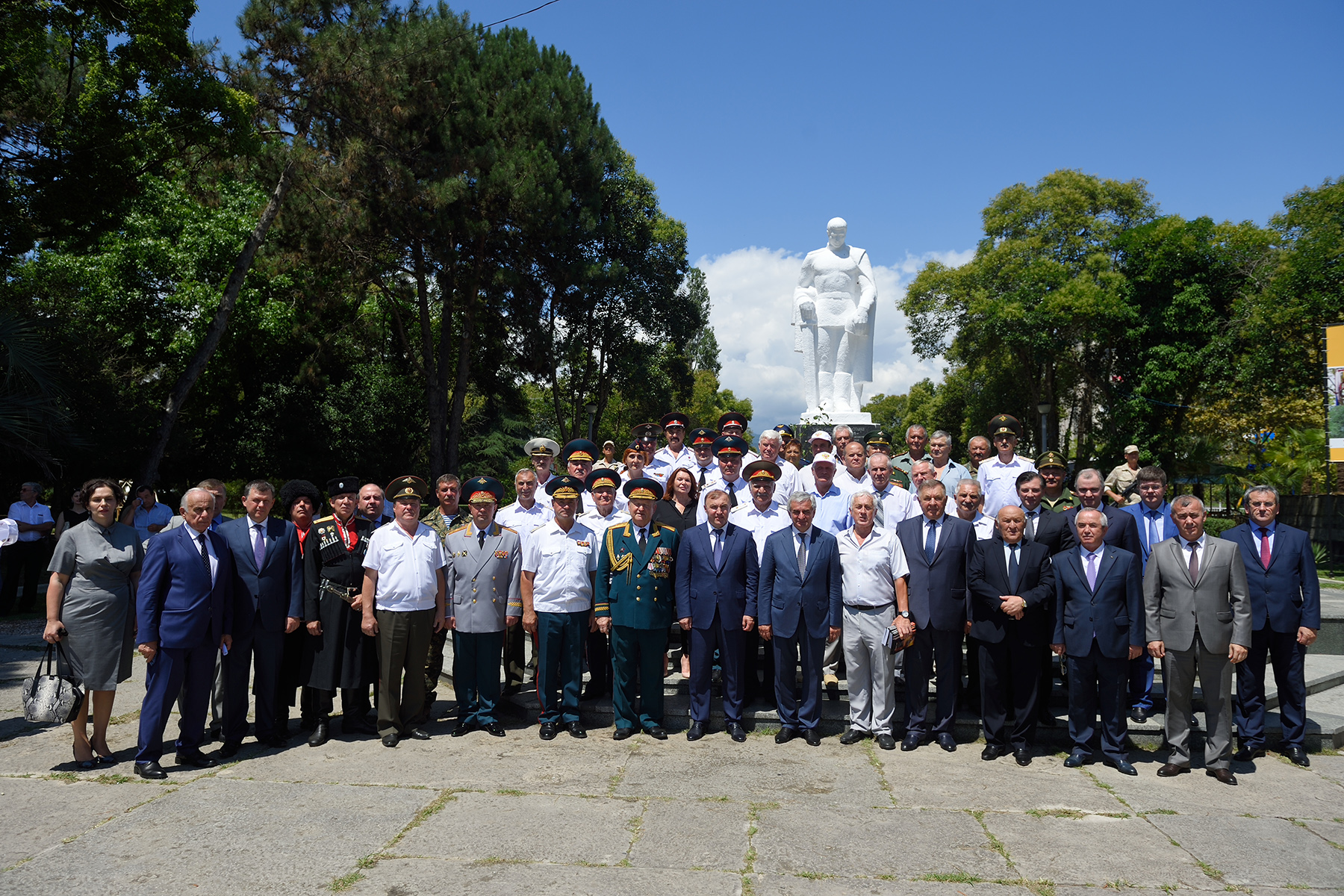
У памятника Неизвестному солдату участники торжеств в честь 100-летия соединенния. Сухум 2018.

По ходатайству ветеранов 9-й мсд и 131 омсбр в честь 100-летия соединенния Указом Президента Российской Федерации в 2020 году база награждена Орденом Жукова. Министр обороны России Сергей Шойгу 29 декабря вручил орден Жукова.

## Состав
- управление,
- 1-й мотострелковый батальон,
- 2-й мотострелковый батальон,
- 3-й мотострелковый батальон,
- танковый батальон,
- 1-й гаубичный самоходно-артиллерийский дивизион,
- 2-й гаубичный самоходно-артиллерийский дивизион,
- реактивный артиллерийский дивизион,
- противотанковый артиллерийский дивизион,
- разведывательный батальон,
- инженерно-саперный батальон,
- батальон управления (связи),
- ремонтно-восстановительный батальон,
- батальон материального обеспечения,
- гаубичная батарея,
- стрелковая рота (снайперов),
- рота БПЛА,
- рота РХБЗ,
- рота РЭБ,
- комендантская рота,
- медицинская рота,
- батарея управления и артиллерийской разведки (начальника артиллерии),
- взвод управления и радиолокационной разведки (начальника противовоздушной обороны),
- взвод управления (начальника разведывательного отделения),
- взвод инструкторов,
- взвод тренажеров,
- полигон,
- оркестр.[18]

## Вооружение и военная техника
Общая численность дислоцированных в Абхазии российских войск достигает 4 000 человек.
7-я военная база, по состоянию на 2019 год, имеет на вооружении 40 танков Т-72Б3; 120 бронетранспортёров БТР-82АМ; 18 самоходных гаубиц 2С3М «Акация»; 12 миномётов 2С12 «Сани»; 18 реактивных систем залпового огня БМ-21 «Град»; буксируемые гаубицы Д-30; зенитно-ракетный комплекс противовоздушной обороны С-300.

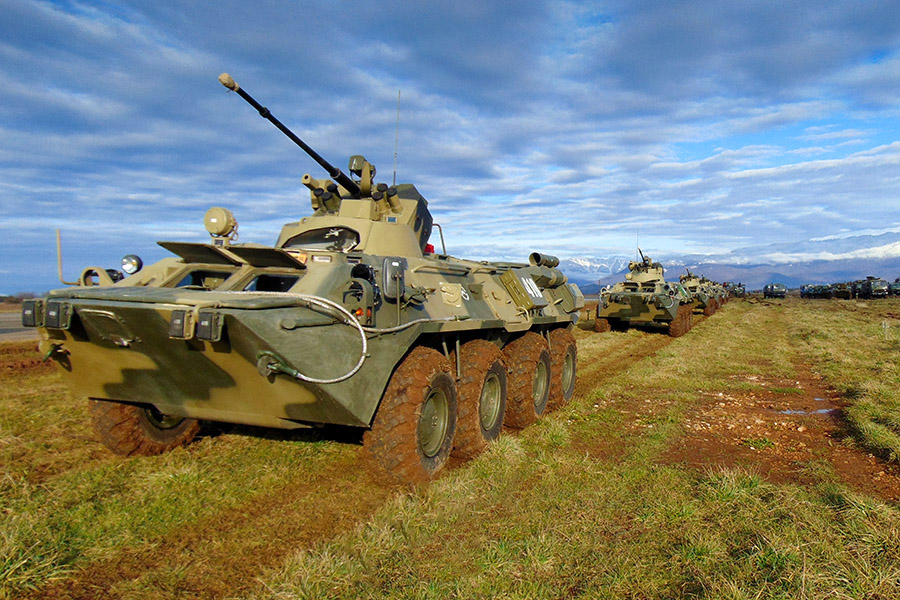
БТР-82АМ
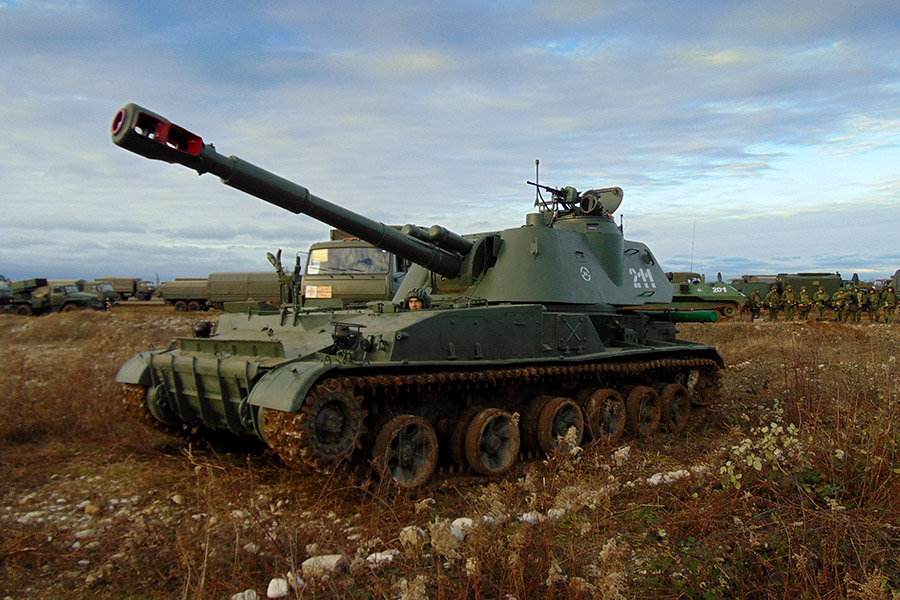
САУ 2С3М
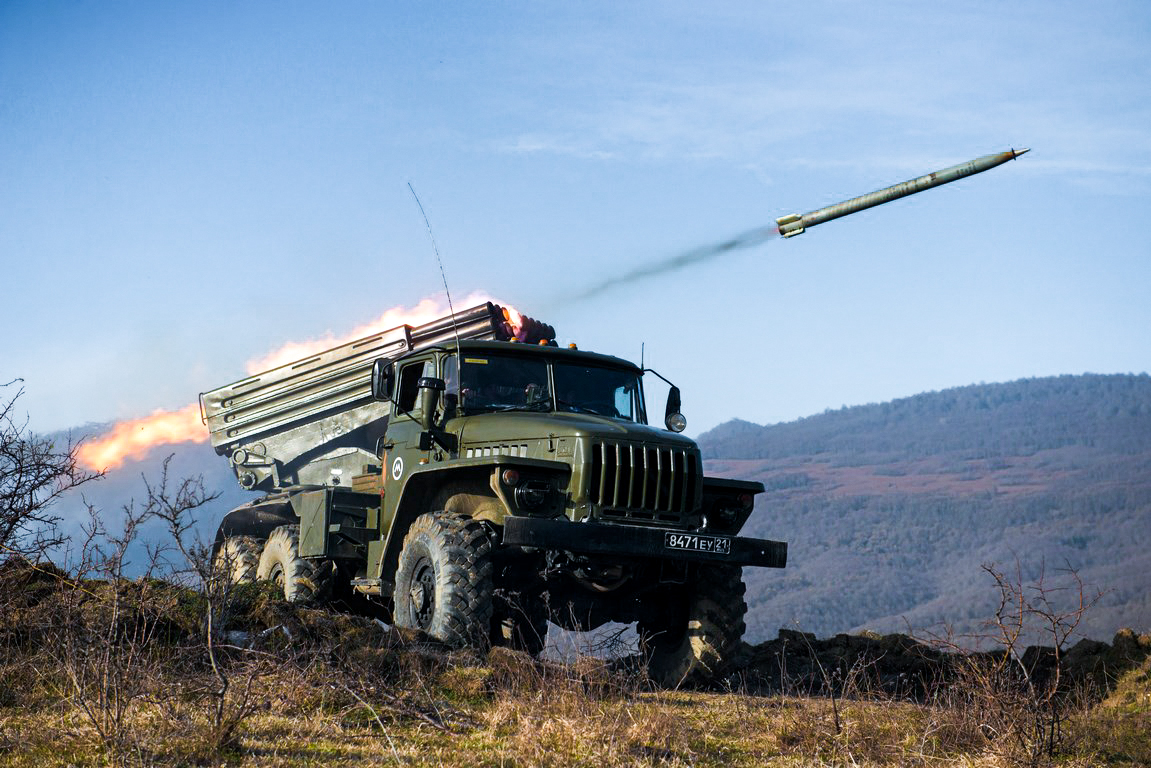
РСЗО 9К51
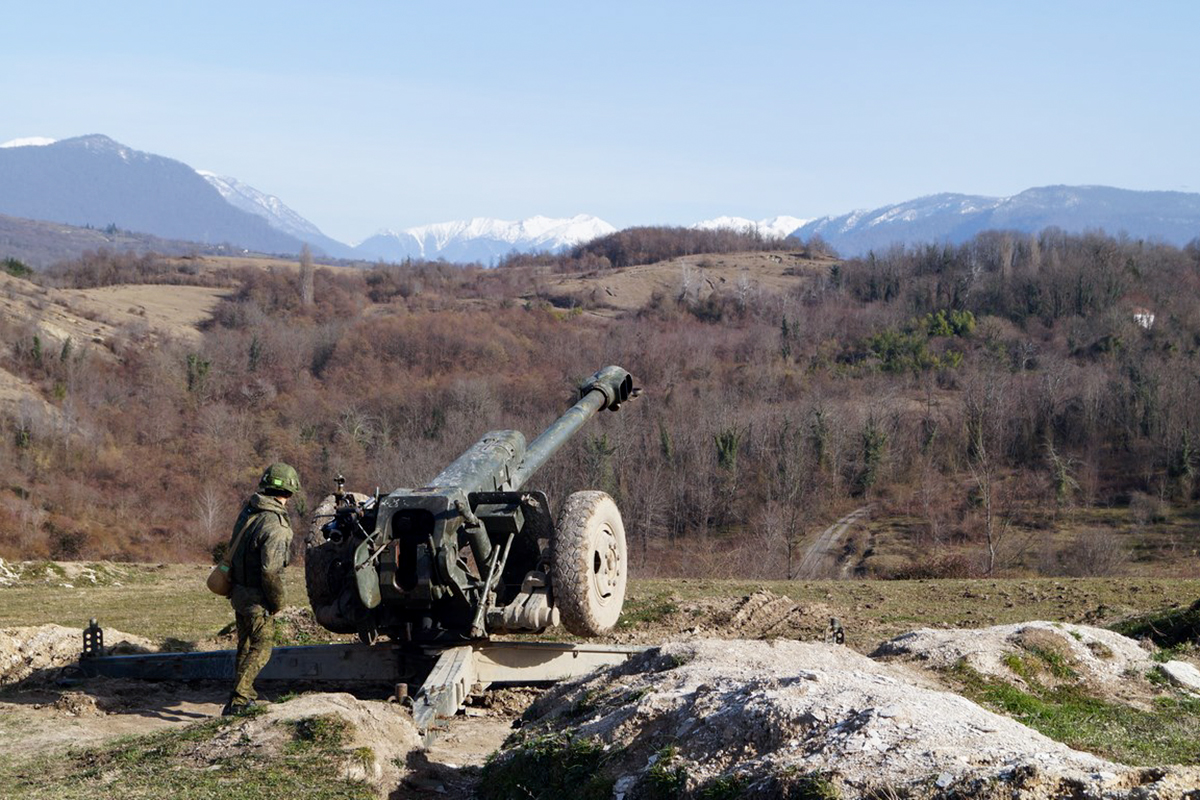
Гаубица Д-30
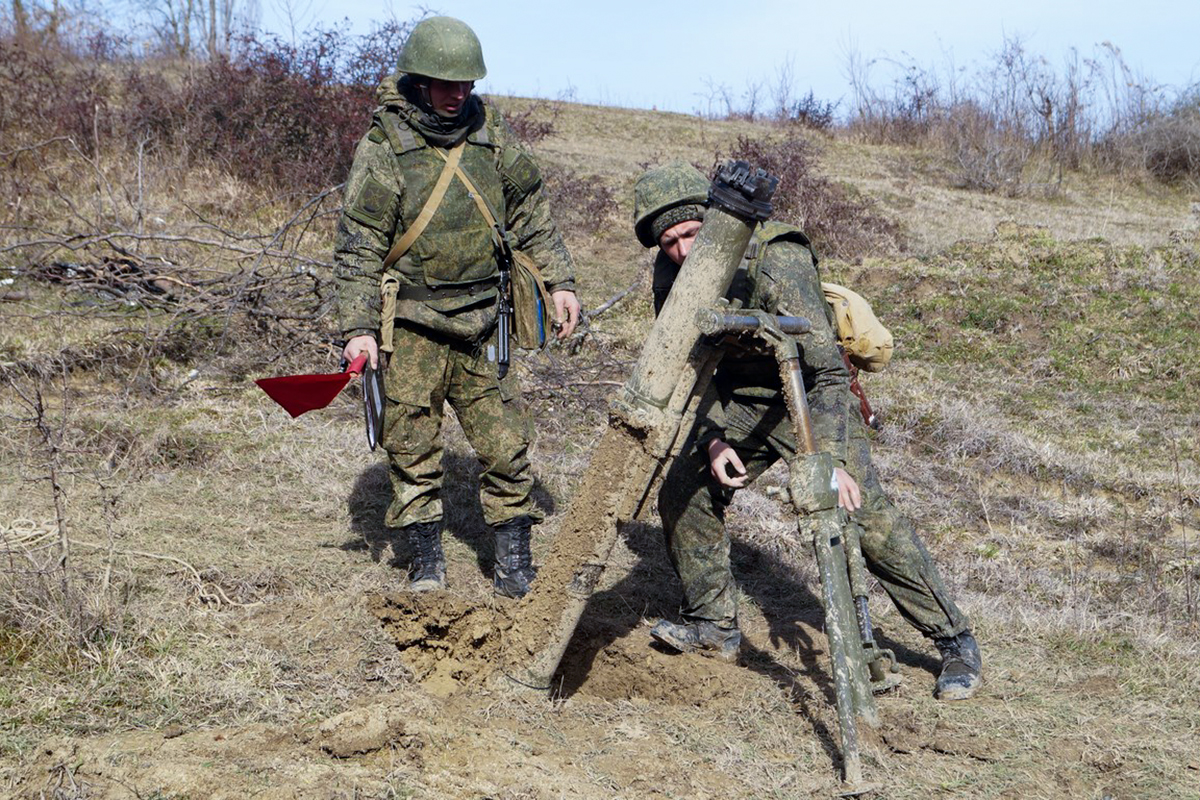
Миномёт 2Б11
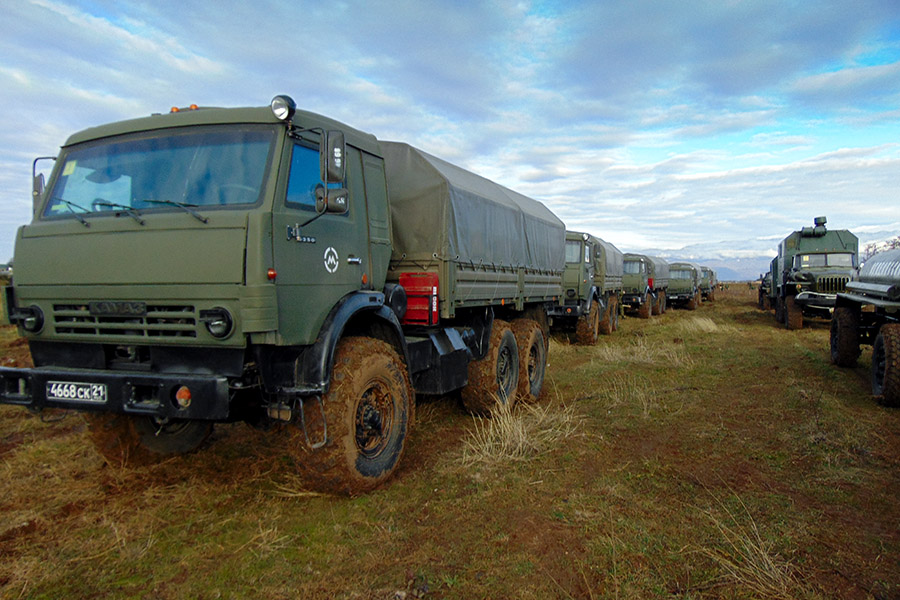
Грузовик КАМАЗ-5350

## Командиры
- 2007—2011 — полковник Чеботарёв, Сергей Валерьевич[25];
- 2011—2013  — полковник; c 2013 года генерал-майор Резанцев, Яков Владимирович[26];
- 2015—2017 — генерал-майор Кособоков, Михаил Евгеньевич;
- 2017—2019 — полковник Егоров, Игорь Анатольевич;
- 2019 —2020— полковник Сеньков, Олег Николаевич;
- c 2021 — полковник Клименко, Вадим Владимирович.

## Отличившиеся воины
- Капитонов Михаил Михайлович[27], разведчик 193-го пластунского полка, сержант. Участник Парада Победы.
- Карабанов Степан Тимофеевич[28], командир отделения 140-го отдельного сапёрного батальона
- Кича Павел Дмитриевич[29] Помощник командира разведвзвода 193-го пластунского полка, старший сержант. Участник Парада Победы.
- Шаров Василий Иванович[30], механик-водитель САУ 1448-го самоходного артиллерийского полка
- Панкратьев, Николай Иванович. Герой Социалистического Труда. Командир миномётной батареи 36-го пластунского полка
- Листопад, Георгий Ефремович Академик РАСХН, профессор д.т. н. — командир противотанковой батареи[31].
- Громов, Борис Всеволодович (р. 1943, Саратов) — советский и российский военачальник и политик, член Совета Федерации. Генерал-полковник (9 мая 1989), Герой Советского Союза (3 марта 1988). Губернатор Московской области (2000—2012).
- нш 121-го мсп Самсонов, Виктор Николаевич (род. 10 ноября 1941, Духовницкий район, Саратовская область, РСФСР, СССР) — советский и российский военный деятель, начальник Генерального штаба ВС РФ (1996—1997), генерал армии.
- Дбар, Сергей Платонович (1946—2002) с августа 1987 по сентябрь 1989 года полковник, начальник оперативного отдела — заместитель начальника штаба 9-й Краснодарской Краснознамённой орденов Кутузова и Красной Звезды мотострелковой дивизии (генерал-лейтенант). Похоронен в родовом доме с. в Мгудзырхуа Гудаутского района Абхазии[32].
- Клупов, Рустем Максович помощник начальника разведки 131-й омсбр. Герой Российской Федерации
- Козлов, Олег Александрович (род. 20 апреля 1963 года)— первый заместитель командира 131-й отдельной мотострелковой бригады, генерал-майор. Герой Российской Федерации
- Осокин, Евгений Анатольевич (1974—1996) — командир взвода 529-го отдельного мотострелкового батальона. Герой Российской Федерации (посмертно).
- Савин, Иван Алексеевич (1953—1995) — командир бригады, Герой Российской Федерации (посмертно).
- Семенков, Владимир Владимирович (1974—2007) — командир взвода 529-го отдельного мотострелкового батальона.Герой Российской Федерации
- Боярко, Михаил Вадимович (1997—2023), младший сержант.

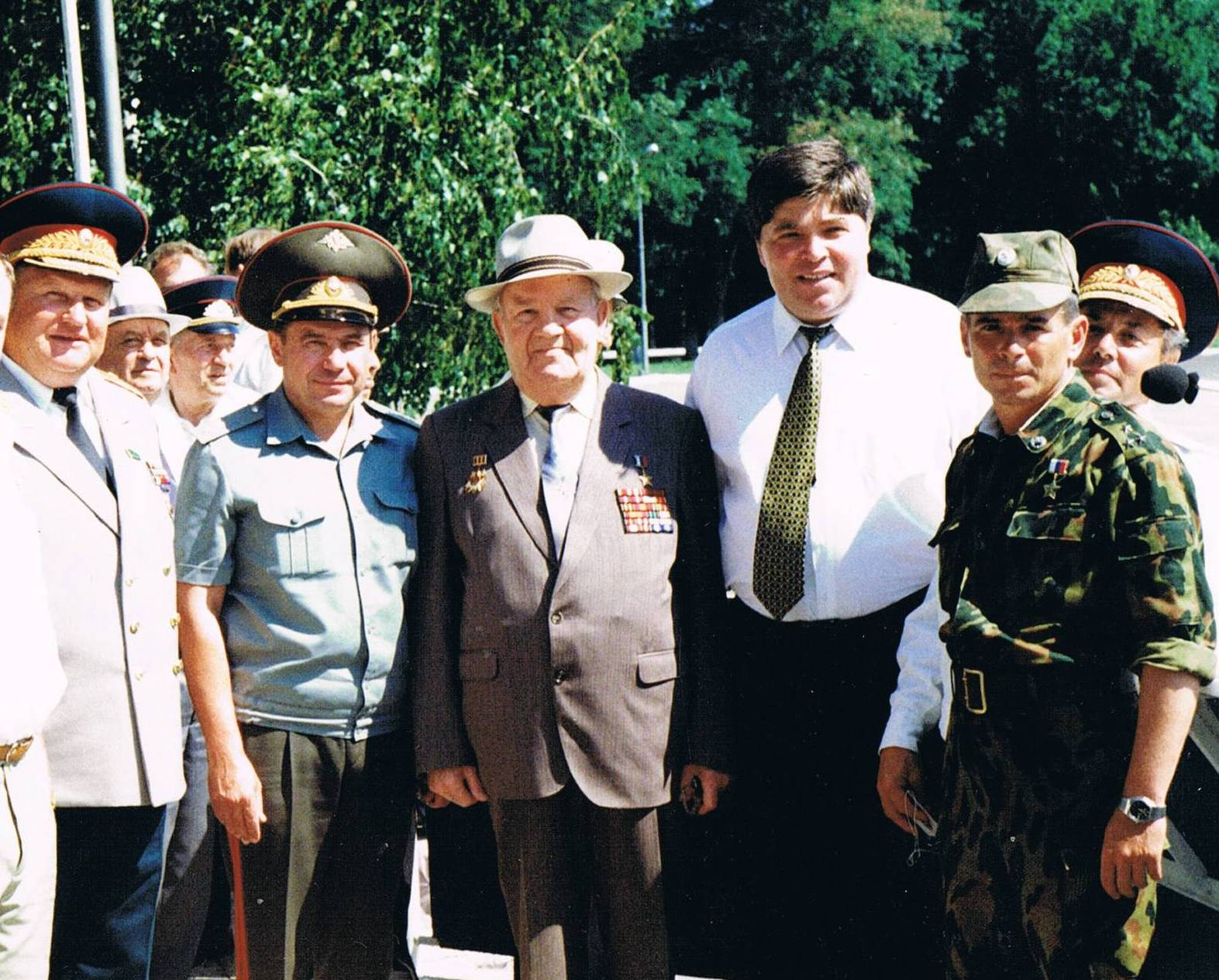
Генералы Дорофеев А. А., Ткачев Н. Ф., Герой России Дорофеев А. В., премьер-министр Республики Адыгея Тхаркахов М. Х. и Герой России полковник Козлов О. А. на 80-летии Краснодарского Краснознамённого соединения. 131-я омсбр. Майкоп, 1998 год.
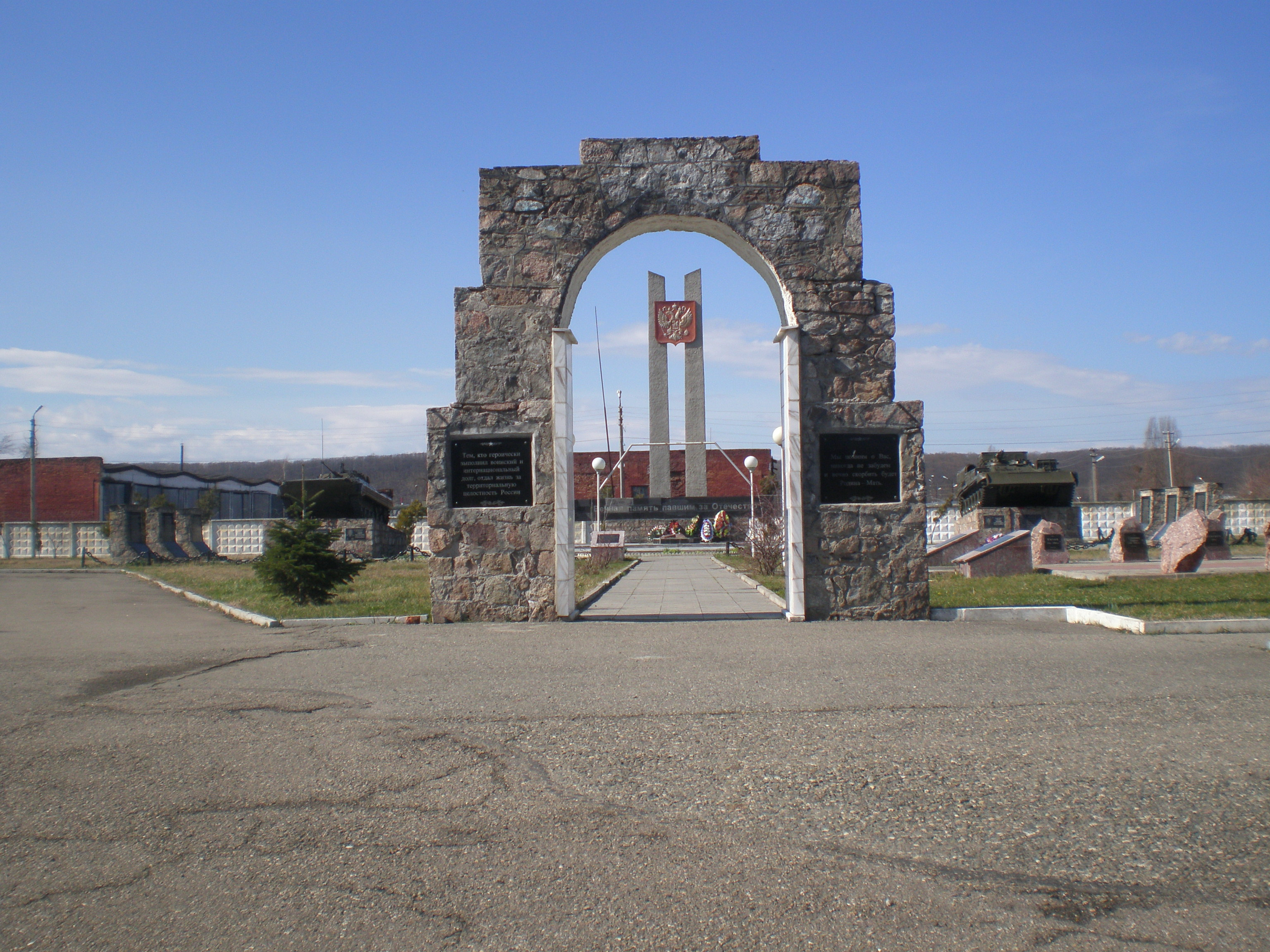
Мемориал воинам, павшим в локальных конфликтах. Майкоп, март 2013. Адыгея.
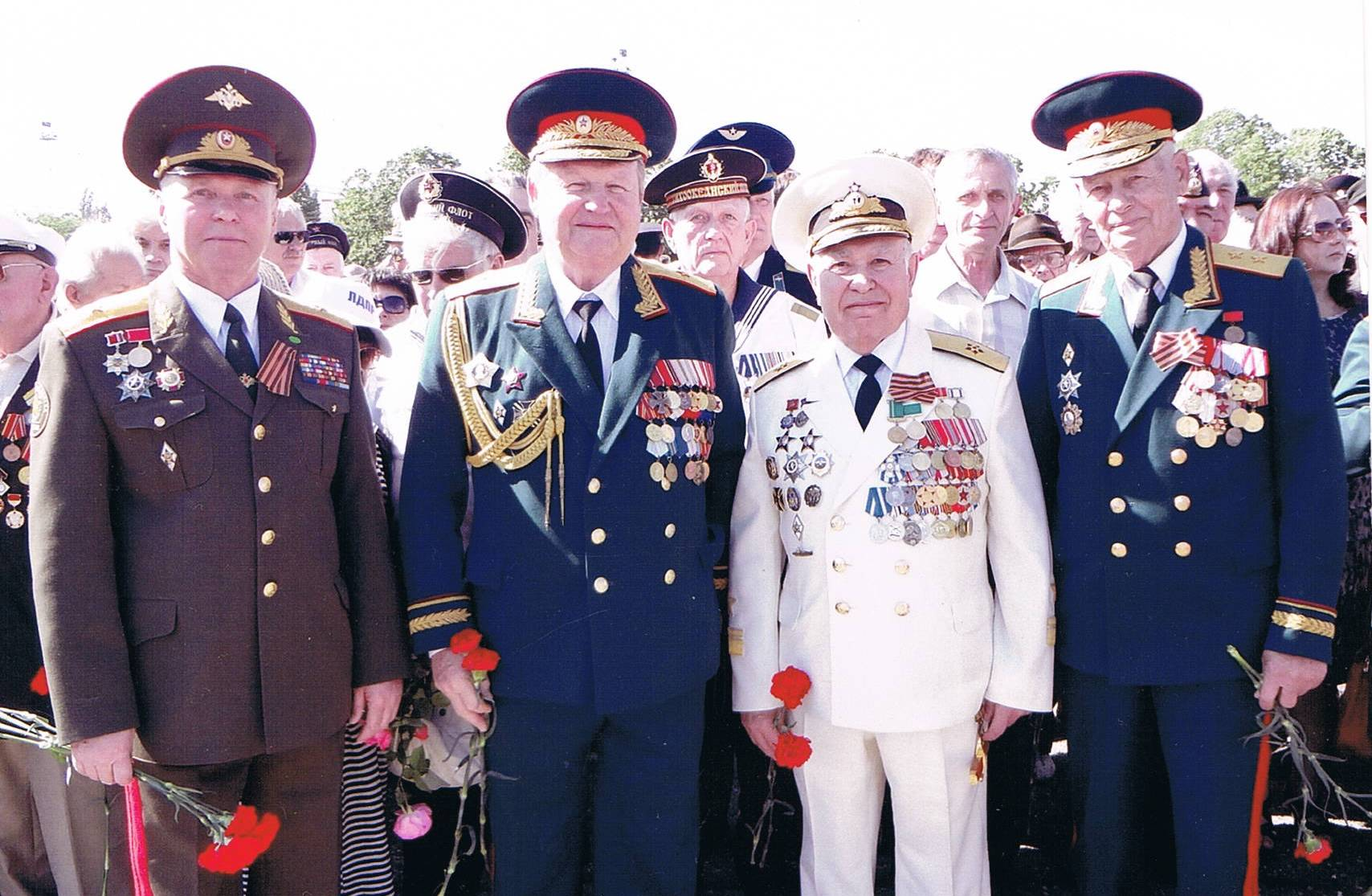
Почётные ветераны военной базы (соединения) Колягин Ю. Н., Дорофеев А. А., Тхагапсов М. М. и Щепин Ю. Ф. в День Победы 2013.